# 運輸基建辦公室
運輸基建辦公室（葡萄牙語：Gabinete para as Infra-estruturas de Transportes）是澳門特別行政區政府於2007年11月1日成立的一個新部門，其職能隸屬運輸工務司司長並在其指導下運作。

## 沿革
近年澳門新的大型娛樂項目相繼落成，旅遊及酒店業活動迅速增長，從而帶動了旅客數目、居民人數及車輛數目的上升，加重了澳門市面的負荷。2007年澳門政府決定興建輕軌系統項目，辦公室的設立是希望可以在不對旅遊發展質素及居民生活質素構成影響的前提下，急需制定可解決澳門特別行政區內部交通問題的措施。
2019年9月30日，特區政府在澳門特別行政區公報刊登《第157/2019號行政長官批示》，自2019年10月1日起撤銷運輸基建辦公室。

## 職能
辦公室主要職能：
- 研究、協調及執行澳門特別行政區大型道路運輸基建的發展項目；
- 推動及協調有關設置澳門特別行政區輕軌網絡基建所需的措施；
- 籌備及跟進有關系統及行車物料的甄選工作；
- 跟進及監督建造輕軌網絡基建所需的工作及合同；
- 跟進及控制有關設置輕軌系統各個階段預計成本的執行；
- 收集、分析及發放所有由輕軌系統逐步建成過程中所產生的經濟、社會及環境問題的訊息；
- 研究輕軌的管理及營運模式，並提出建議；
- 協助政府制定公共運輸範疇將實行的政策。

## 組織法例
- 第289/2007號行政長官批示（2007年10月22日《澳門特別行政區公報》）設立運輸基建辦公室。
- 第25/2012號行政長官批示（2012年2月27日《澳門特別行政區公報》）將運輸基建辦公室的存續期延長。

## 歷任主任
- 李鎮東（2007年11月1日－2014年12月31日）
- 何蔣祺（2015年7月1日－2019年9月30日）

## 軼事

### 網站遭惡搞為色情網頁
2015年2月12日晚上，運輸基建辦公室網站遭黑客入侵，其中一個介紹輕軌工程的頁面「輕軌的一天」的短片被換上日本成人影片，運建辦人員發現後將整個頁面暫時移除。運輸基建辦公室通過新聞局承認網站遭惡意攻擊，部份網頁位置被連結至不雅內容，已即時派員跟進，並已報警處理，由警方調查。